# Ulrich Wilhelm Schwerin von Schwanenfeld
Ulrich Wilhelm greve Graf Schwerin von Schwanenfeld (21. december 1902 i København – 8. september 1944 i Plötzensee) var en tysk storgodsejer, officer og modstandsmand.

## Biografi
Schwerin von Schwanenfeld blev født den 21. december 1902 i København. Han var modstander af nationalsocialismen og mente allerede i 1935, at Adolf Hitler måtte dræbes. Fra 1938 tilhørte Schwerin og hans venner grev Peter Yorck von Wartenburg og Fritz-Dietlof von der Schulenburg den tyske modstandsgruppe Kreisau-kredsen. Han tjenestegjorde i den tyske hær fra udbruddet af krigen og blev i 1932 tilknyttet Abwehr. Grev Schwerin deltog i 20. juli-attentatet og var aktiv i konspiratorenes hovedkvarter i Bendlerblock (generalstaben for øverstkommanderende for reservehæren), selv om han i ugerne før havde givet udtryk for, at chancen for attentatet var lille. Natten til den 21. juli blev han arresteret og 21. august dømt til døden af Volksgerichtshof (folkedomstolen) af Roland Freisler. Han blev hængt den 8. september (andre siger dagen for domsafsigelsen) i fængslet Plötzensee.